# 里卡多·佩皮
里卡多·佩皮（英語：Ricardo Pepi，2003年1月9日—）是一名美國職業足球員，目前效力於荷甲球隊PSV燕豪芬。

## 榮譽
PSV燕豪芬
- 荷蘭甲組足球聯賽冠軍：2023–24, 2024–25
- 告魯夫盾冠軍：2023[3]

美國國家隊
- 中北美洲及加勒比海國家聯賽 : 2022–23[4]

## 外部連結
- Profile （页面存档备份，存于） at 達拉斯FC